# Världspostunionens dag
Världspostunionens dag firas på årsdagen av Världspostunionens inrättande den 9 oktober 1874 i Bern, Schweiz. Dagen firas sedan 1969.